# Gezeitenrechenmaschine

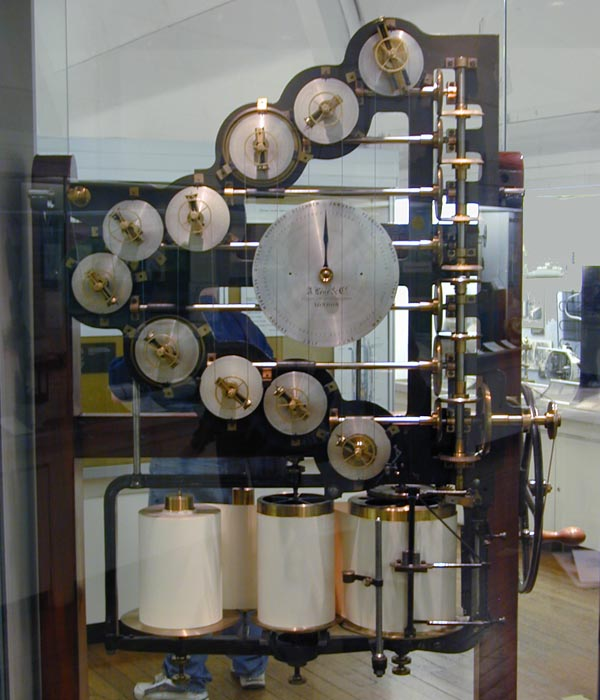
Thomsons Gezeitenrechenmaschine von 1876

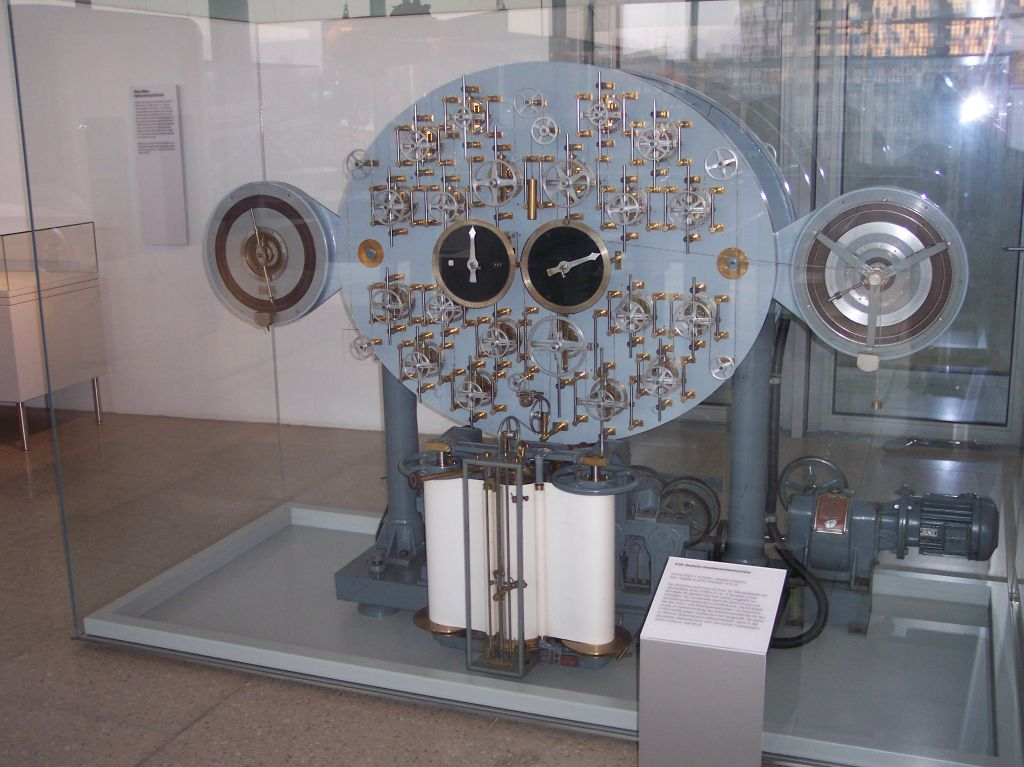
Erste deutsche Gezeitenrechenmaschine von 1915 im Deutschen Schiffahrtsmuseum Bremerhaven

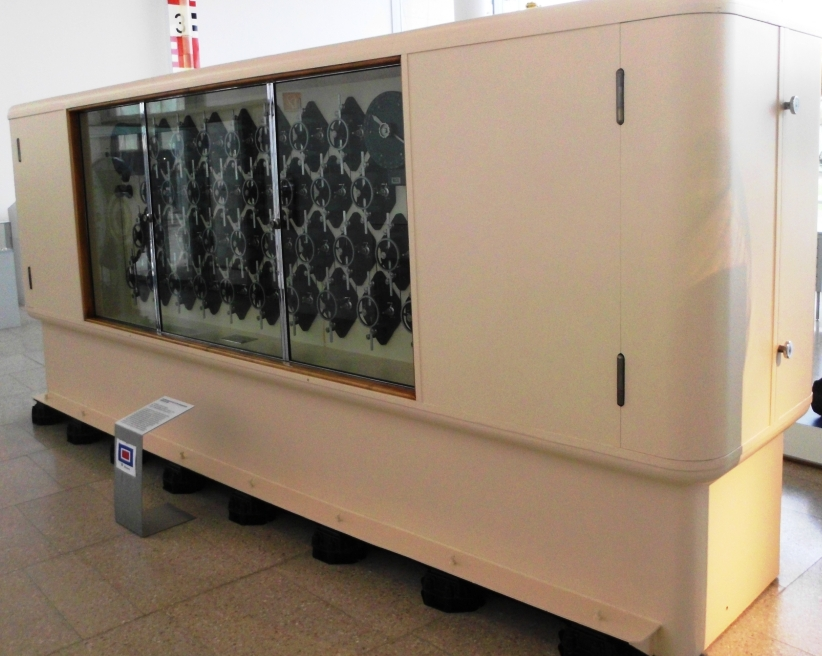
Gezeitenrechenmaschine der DDR im Deutschen Schiffahrtsmuseum Bremerhaven

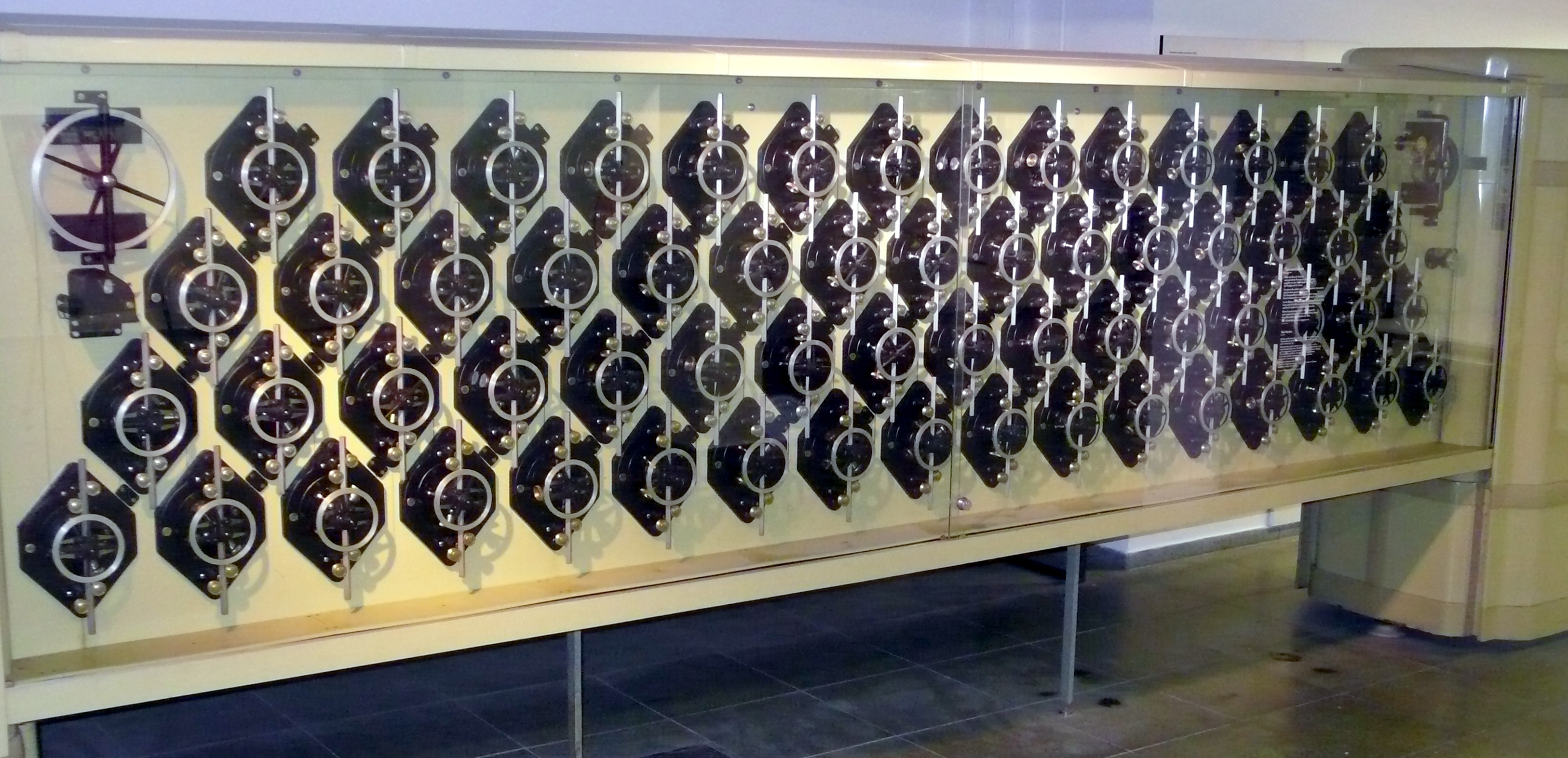
Gezeitenrechenmaschine im Deutschen Museum München

Bereits 1833 waren in Großbritannien Gezeitentafeln erschienen. 1872/76 baute William Thomson (später Lord Kelvin) eine Gezeitenrechenmaschine, die die Pegelstände der Themse berechnete und dabei Mond, Sonne, Erdrotation und einige weitere Parameter berücksichtigte. Mechanische Getriebe dienten als Integratoren, die über Seilrollengetriebe miteinander gekoppelt wurden. 1878 war sie auf der Pariser Weltausstellung ausgestellt.
In den USA ersann William Ferrel Anfang der 1880er Jahre eine erste Gezeitenrechenmaschine.
Durch den Ersten Weltkrieg standen die Daten der englischen Hydrographie in Deutschland nicht mehr zur Verfügung. Daher wurde die erste deutsche Gezeitenrechenmaschine 1915/16 vom Mathematiker Friedrich Kühnen am Geodätischen Institut Potsdam zusammen mit dem Konstrukteur Reipert von der Firma Otto Toepfer & Sohn in Potsdam im geheimen Auftrag des Reichsmarineamtes erbaut. Sie war mit zwanzig Rechenwerken ausgestattet und konnte die Gezeiten eines Hafens für ein Jahr in zwanzig Stunden berechnen. Das Ergebnis wurde als Kurve ausgegeben. Die zweite deutsche und zugleich größte Gezeitenrechenmaschine der Welt wurde nach Plänen von Heinrich Rauschenbach in den Jahren 1935–39 durch die Mechanoptik-Gesellschaft für Präzisionstechnik, Erich Aude & Ernst Reipert gebaut. Die 7,5 m lange Maschine steht heute im Deutschen Museum in München.
In der DDR wurde 1952–1955 beim VEB Geräte- und Reglerwerke (Berlin-)Teltow, Werk III, Feinmechanik zusammen mit dem VEB Lokomotivbau „Karl Marx“ von Walter Below, unter dem verantwortlichen Mathematiker Wilhelm Oehmisch, eine verkleinerte Kopie der zweiten deutschen Gezeitenrechenmaschine mit nunmehr 34 Tiden konstruiert. Sie wiegt acht Tonnen, ist mehr als fünf Meter lang, gut zwei Meter hoch und einen Meter breit. Bis Ende der 1960er Jahre verrichtete sie ihren Dienst beim Seehydrographischen Dienst der DDR in Rostock. Sie wurde nach der Wende ins Deutsche Schifffahrtsmuseum in Bremerhaven geholt und bis 1999 wiederaufgebaut.